# シースケール
シースケールは、北西イングランドのカンブリア州のアイリッシュ海沿岸にある村 (Village) で、行政教区 (Civil Parish) である。セラフィールドの原子力施設は村の北に隣接している。

## 歴史

### 中世
地名は、ここにノース人の入植者がおそらく西暦1000年よりも前に住んでいたことを示している。これは古ノルド語で木造の小屋や避難小屋を意味するskali から派生している。この地の歴史の始まりは、アイルランド島とマン島に定住したノース人達に復讐を誓ったためその多くが西暦885年の数年後にカンブリアの海岸から海を越えて逃亡する原因を作ったハーラル1世 (ノルウェー王)の時代にまで遡る事ができる。他にもシースケール・ハウはSkala Haugr(避難小屋近くの丘）、ホワイト・リッグスはhvitihrgger(白い尾根)など古ノルド語の地名が見出される。ノース人が内陸に定住地を広げるに従い、他にも skalar が付くの地名があるため、シースケールの Sea は海にある skalar である事を示して他と区別した。
シースケールについて書かれた最古の資料は1154年から1181年の期間にかけてアルドウィン・ド・シースケールがウェセラル修道院での出来事を記録に残した物である。別の初期の言及は、1200年にロジャー・デ・ビーチャムがセント・ビー(en)修道院に与えた認可状である。そこには彼が修道院に与えた土地は西部の海岸のLeseschalisまたはシースケールの近くにあったと記されている。
この頃にアラン・ド・クープランドとウィリアム・デ・ウェイブリスウェイトはウォルター・デ・シゥニハウスにボルトン近くの領地を与え、それは500年以上にわたって家族によって所有が続けられた。現在のハルセナの地域は、ホール・セブンハウス、後のホルセンハウスに由来する。シースケールは古代のゴスフォース教区の一部で、それはゴスフォース、ブーンウッド、ボルトンハイ、ボルトンロウ、シースケールの領地に分かれていて、共同でゴスフォースの教会の教区委員を選出していた。  

### 近世
1850年にファーネス鉄道が開通するまでシースケールの地域は連綿と続く農場だった。鉄道はホワイトヘブンからバロー・イン・ファーネスまで走っていた。これをきっかけに幾らかの開発はあったものの、1869年の時点において「店が一軒もない」と地方紙に書かれている。
さらなる開発は1879年にファーネス鉄道のジェームズ・ラムスデンがシースケールを休日のリゾート地にしようという野心的な開発計画を推進するまで待たなければならなかった。バーケンヘッド(en)のエドワード・ケンプは、海岸線の1.5マイルに沿って伸びる大規模なホテル、海の遊歩道やヴィラが含まれる計画を考案した。結局はそれほど建設されずに終わったものの、いくつかの洒落たビクトリア朝の住宅やテラスがその時以来建っている。だが、当時から鉄道駅に隣接して建てられていたシャーフェルホテルは1997年に取り壊された。ホテルのビクトリア朝の広告は素晴らしい海辺と自慢の入浴施設で人気があった。シースケールは、湖水地方の西部を旅行するための理想的な中継基地としても推進された。
1881年に聖カスバートの "鋳鉄教会"(en)が建てられたが、1884年に強風で吹き倒された。再建されたものの、地域住民の増加のため手狭になり、1890年にC・F・ファーガソン設計の石造りの教会が建てられた。1886年に近くに建てられたメソジスト教会も同じく聖カスバートに献堂された。
1939年に、共に僅か数マイル離れたセラフィールドとドリッグ(en)に王立兵器工場が設立され、軍需労働者のための宿泊施設が建設されて少し開発が進んだ。

### 炭鉱事故
近隣のホワイトヘブンの炭坑では1910年に136人の坑夫が死亡する惨事が起きていたが、1922年から1931年の間だけでもこの地方では4回の事故と合計83人の死者が、さらに1947年にも104人が死亡する大事故が起きていた。(en)
この地方の炭鉱は深く掘るほどメタンガスが顕著に発生するため、致命的な事故の多さで悪評高かった。

### 原子力施設の誘致
一帯はビクトリア時代からの海辺のリゾートではあったものの観光客は夏の限られた期間しか訪れず、1940年代にはカンブリア地方の主要な産業である炭鉱の閉山が相次ぎ、戦後の不況と相まって地域の経済は停滞した。いささかの疑念はあったものの「クリーンで安全な産業」を大勢の人達が歓迎し、村の明るい将来の展望を託した。その結果、1950年代にはシースケールは"英国で最も英知が集結した町"として知られていた。

### 原子炉事故
1957年10月、村の北にあるウィンズケールの軍用原子炉で火災事故が発生し、1号炉と2号炉は運転を終了。

### 現在
原子力施設はセラフィールドと名称変更し操業を続けていたが、コールダーホール原子力発電所は2003年に運転を停止し、最後に残ったソープ再処理工場も閉鎖され、村は人口も減少し、ひっそりとしている。

## がんクラスタ
シースケールにはがんクラスタ(en)が存在し、List of cancer clustersの記事によると白血病の発症率は平均の9倍である。この現象は Seascale cluster として言及され、原因としてレオ・キンレンによる住民混住説が挙げられている。
一方、COMAREは1996年に発行した4番目のレポートで、第二次大戦中にロイヤル・オードナンスがセラフィールドとドリッグ(en)の近隣に建築されてシースケールにも多くの住民が来た事が明らかであるのに小児白血病の増加が見られなかったと強調し、住民混住説に疑問を投げかけた。

## 交通機関
村は国道A595線に近く、カンブリア海岸線(en)と呼ばれる鉄道があり、シースケール駅 (en)が営業している。

## 文学作品の舞台
有名なビクトリア朝の作家ジョージ・ギッシングの小説のひとつである奇妙な女性達(en)ではシースケールと湖水地方が舞台になっている。ギッシングは若者だった1868年から1869年にかけて初めて訪れ、シースケールは1回、湖水地方は4回訪れただけであったが、この旅行は彼に多大な印象を残し、得た経験を彼の30年の執筆期間中に幾度も使用した。

## 銃乱射事件
2010年6月2日、カンブリアで犯人が凶悪犯罪を起こした後に、この地域は捜索の中心地となった。犯人は52歳のホワイトヘブンのタクシー運転手のデリック・バードと特定された。
彼はエスクデールで自殺する前に12人を殺し、他に約25を負傷させたことが判明している。犠牲者の2人はシースケールで射殺され、近隣のゴス村の周囲では2人の被害者が一緒に重傷を負った。

## 写真

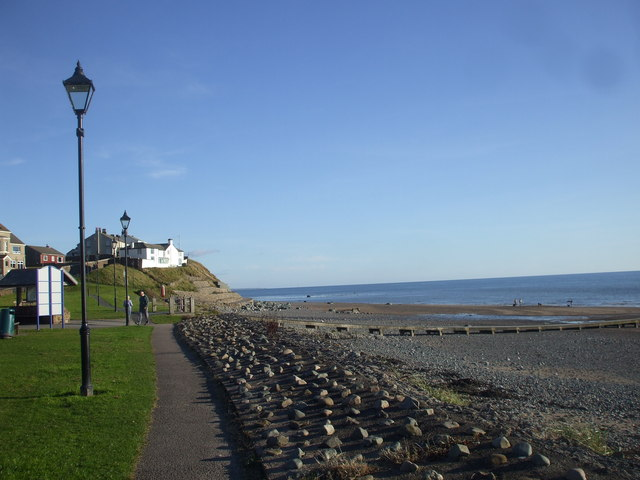
シースケールの海
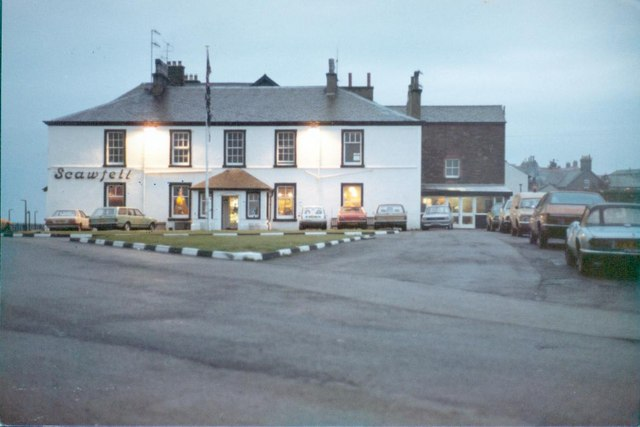
かつて存在していたシャーフェルホテル
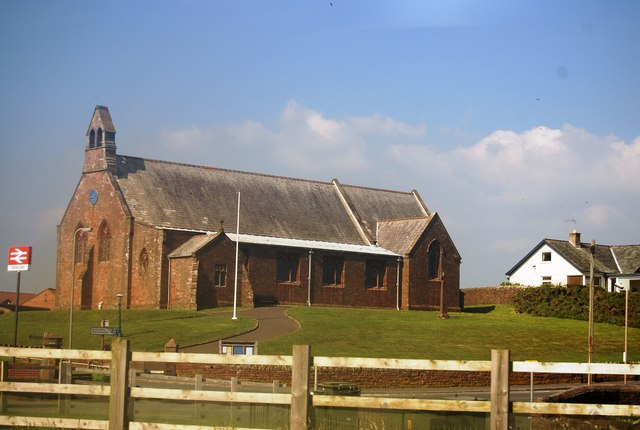
聖カスバート教会
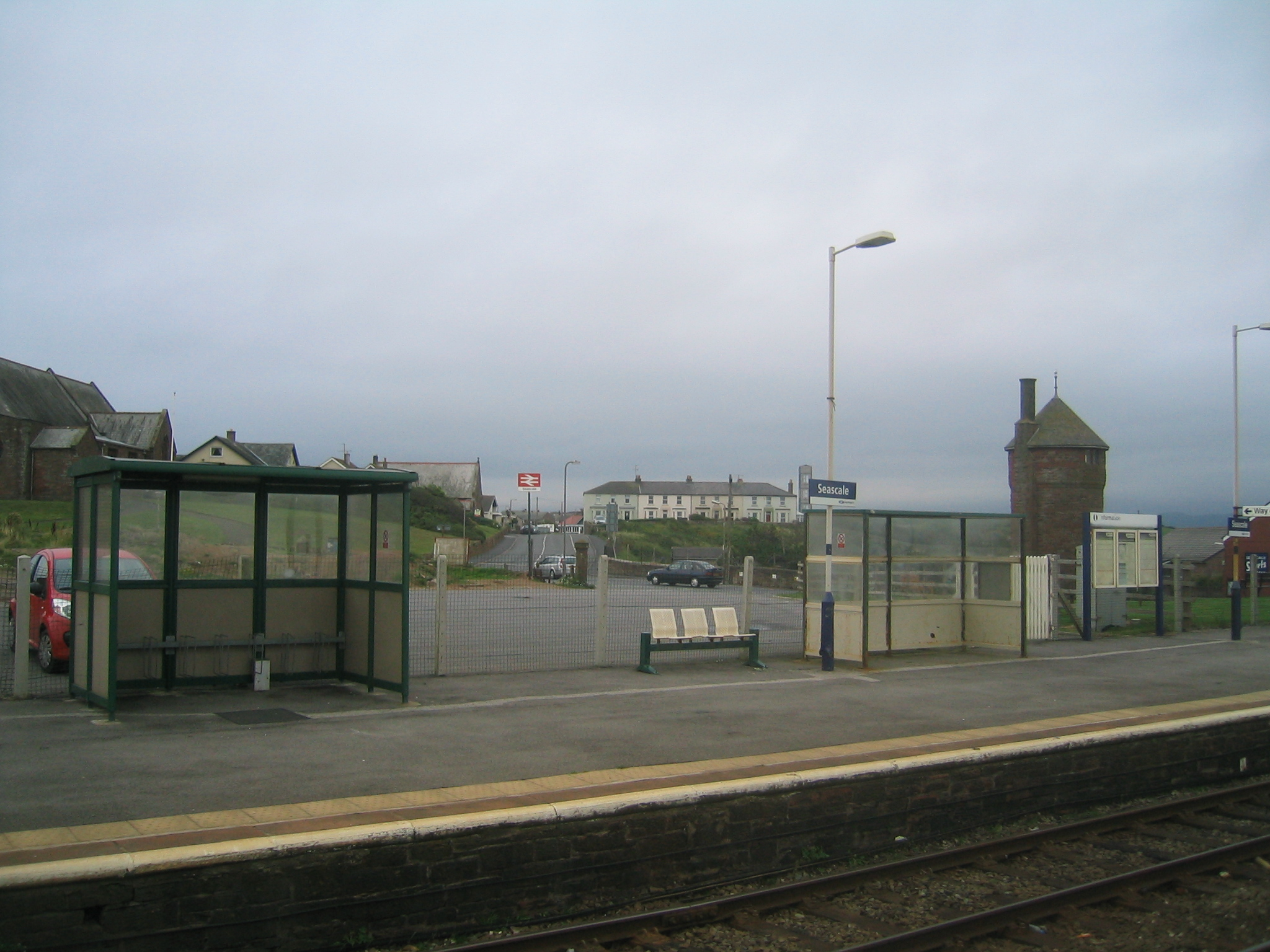
シースケール駅